# Aira Villegas
Aira Villegas (Tacloban, 1 de agosto de 1995) é uma pugilista filipina.

## Carreira
Villegas é uma canhota vinda de Tacloban. Ela competiu em pelo menos duas edições do Campeonato Mundial Feminino de Boxe da IBA na divisão de -52 kg. Para a edição de 2022 na Turquia, ela foi forçada a mudar para a divisão de -50 kg depois que sua classe anterior foi descartada. Em 2021, o Comitê Olímpico Filipino nomeou Villegas como beneficiária da Bolsa de Estudos de Solidariedade Olímpica do Comitê Olímpico Internacional.
Ela também competiu nos Jogos Asiáticos de 2022, realizados em setembro de 2023 em Hangzhou, China. Villegas também é medalhista dos Jogos do Sudeste Asiático, tendo conquistado um bronze na edição de 2019 organizada nas Filipinas.
Nos Jogos Olímpicos de Verão de 2024, em Paris, conquistou a medalha de bronze na disputa de peso mosca (até 50 kg).